# Љутице (Коцељева)
Љутице је насеље у Србији у општини Коцељева у Мачванском округу. Према попису из 2022. било је 369 становника.

## Галерија
- Споменик у центру села
- Спомен-плоча
- Спомен-плоча
- Сеоска школа
- Спомен-плоча на згради школе
- Црква на Водици
- Водица
- Водица
- Црква на Водици

## Демографија
У насељу Љутице живи 517 пунолетних становника, а просечна старост становништва износи 47,5 година (45,9 код мушкараца и 49,1 код жена). У насељу има 196 домаћинстава, а просечан број чланова по домаћинству је 3,02.
Ово насеље је великим делом насељено Србима (према попису из 2002. године), а у последња три пописа, примећен је пад у броју становника.
|  |

| Демографија | Демографија | Демографија |
| Година      | Становника  | Становника  |
| ----------- | ----------- | ----------- |
| 1948.       | 1.297       |             |
| 1953.       | 1.303       |             |
| 1961.       | 1.219       |             |
| 1971.       | 1.110       |             |
| 1981.       | 972         |             |
| 1991.       | 755         | 742         |
| 2002.       | 593         | 616         |

| Етнички састав према попису из 2002.‍ | Етнички састав према попису из 2002.‍ | Етнички састав према попису из 2002.‍ | Етнички састав према попису из 2002.‍ | Етнички састав према попису из 2002.‍ |
| ------------------------------------ | ------------------------------------ | ------------------------------------ | ------------------------------------ | ------------------------------------ |
|                                      |                                      |                                      |                                      |                                      |
| Срби                                 | Срби                                 |                                      | 586                                  | 98,81%                               |
| Руси                                 | Руси                                 |                                      | 1                                    | 0,16%                                |
| Македонци                            | Македонци                            |                                      | 1                                    | 0,16%                                |
| непознато                            | непознато                            |                                      | 5                                    | 0,84%                                |

| Година пописа     | 1948. | 1953. | 1961. | 1971. | 1981. | 1991. | 2002. |
| ----------------- | ----- | ----- | ----- | ----- | ----- | ----- | ----- |
| Број домаћинстава | 191   | 193   | 216   | 231   | 246   | 216   | 196   |

| Број чланова      | 1  | 2  | 3  | 4  | 5  | 6  | 7 | 8 | 9 | 10 и више | Просек |
| ----------------- | -- | -- | -- | -- | -- | -- | - | - | - | --------- | ------ |
| Број домаћинстава | 37 | 68 | 34 | 18 | 15 | 10 | 6 | 4 | 4 | 0         | 3,02   |

| Пол    | Укупно | Неожењен/Неудата | Ожењен/Удата | Удовац/Удовица | Разведен/Разведена | Непознато |
| ------ | ------ | ---------------- | ------------ | -------------- | ------------------ | --------- |
| Мушки  | 278    | 93               | 162          | 20             | 3                  | 0         |
| Женски | 250    | 25               | 158          | 63             | 2                  | 2         |
| УКУПНО | 528    | 118              | 320          | 83             | 5                  | 2         |

| Пол    | Укупно                    | Пољопривреда, лов и шумарство | Рибарство                            | Вађење руде и камена | Прерађивачка индустрија       |
| ------ | ------------------------- | ----------------------------- | ------------------------------------ | -------------------- | ----------------------------- |
| Мушки  | 204                       | 177                           | 0                                    | 0                    | 17                            |
| Женски | 132                       | 121                           | 0                                    | 0                    | 3                             |
| УКУПНО | 336                       | 298                           | 0                                    | 0                    | 20                            |
| Пол    | Производња и снабдевање   | Грађевинарство                | Трговина                             | Хотели и ресторани   | Саобраћај, складиштење и везе |
| Мушки  | 0                         | 0                             | 1                                    | 0                    | 1                             |
| Женски | 0                         | 0                             | 3                                    | 0                    | 0                             |
| УКУПНО | 0                         | 0                             | 4                                    | 0                    | 1                             |
| Пол    | Финансијско посредовање   | Некретнине                    | Државна управа и одбрана             | Образовање           | Здравствени и социјални рад   |
| Мушки  | 0                         | 2                             | 3                                    | 3                    | 0                             |
| Женски | 0                         | 0                             | 0                                    | 2                    | 3                             |
| УКУПНО | 0                         | 2                             | 3                                    | 5                    | 3                             |
| Пол    | Остале услужне активности | Приватна домаћинства          | Екстериторијалне организације и тела | Непознато            | Непознато                     |
| Мушки  | 0                         | 0                             | 0                                    | 0                    | 0                             |
| Женски | 0                         | 0                             | 0                                    | 0                    | 0                             |
| УКУПНО | 0                         | 0                             | 0                                    | 0                    | 0                             |